# Underground hiphop
Underground hiphop är ett samlingsnamn för hiphopmusik utanför den allmänna kommersiella branschen. Underground hiphop förknippas ofta med oberoende artister som är signerade till oberoende skivbolag, och ibland ingen skivbolag alls. Kännetecknet av underground hiphop är oftast socialt medvetna, positiva, eller anti-kommersiella texter. Underground kan även referera till personer som stödjer oberoende artister och skivbolag. 

## Stil
Underground hiphop omfattar flera olika musikstilar, även om det oftast är politiska- och socialt medvetna teman.

## Kända underground hiphop artister
- Aesop Rock
- Atmosphere
- AZ
- Joe Budden
- Common
- CunninLynguists
- Eyedea
- Grieves
- Immortal Technique
- MF Doom
- Pharoahe Monch
- R.A. The Rugged Man
- Sadistik
- Sage Francis
- Talib Kweli
- Tonedeff

## Fotnoter
1. ↑  http://www.allmusic.com/style/underground-rap-ma0000002918